# Muhr am See
Muhr am See è un comune tedesco di 2 220 abitanti, situato nel Land della Baviera.
Il suo territorio è bagnato dal fiume Altmühl.